# St. Petri (Förderstedt)

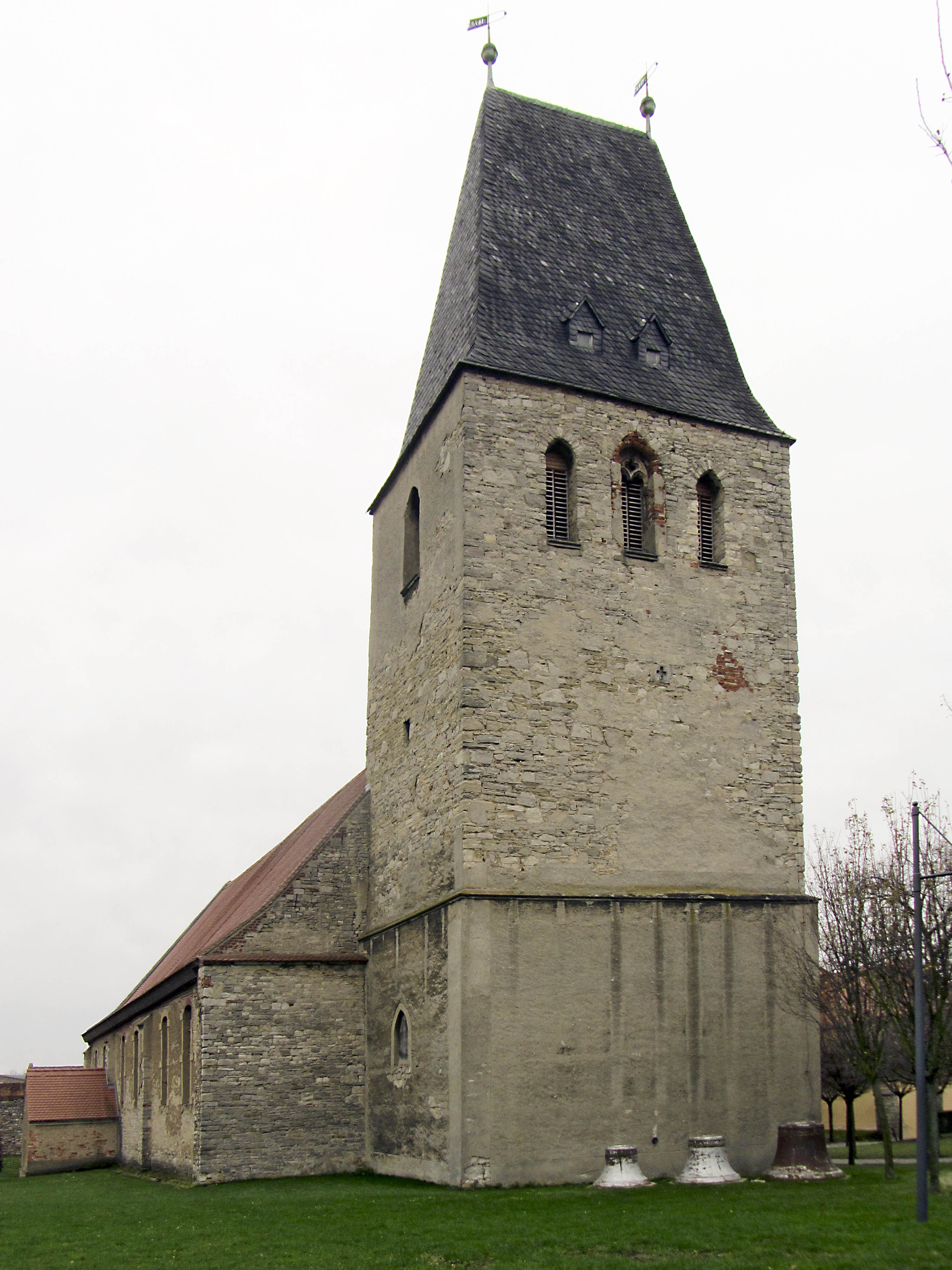
St. Petri

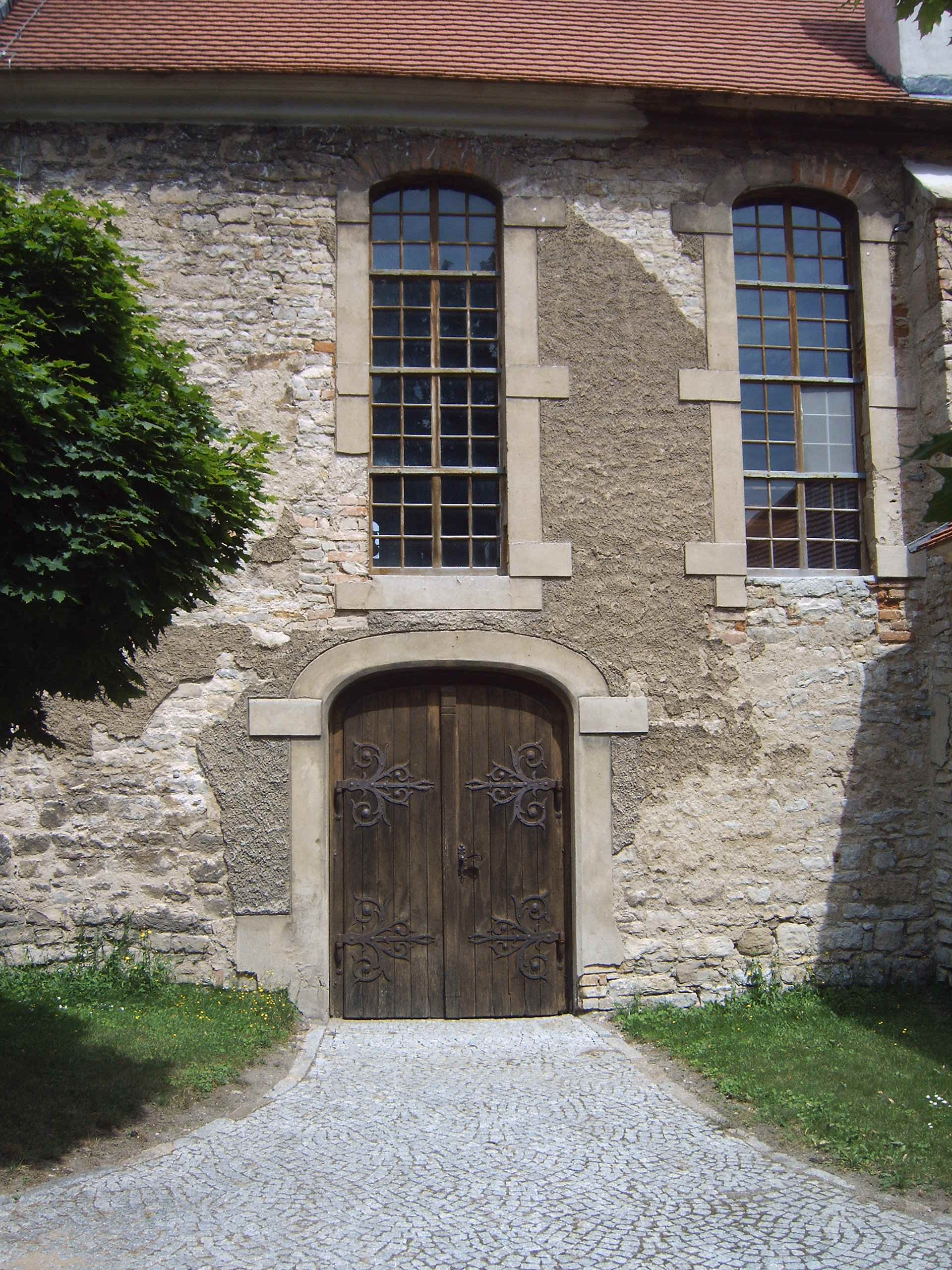
Eingang

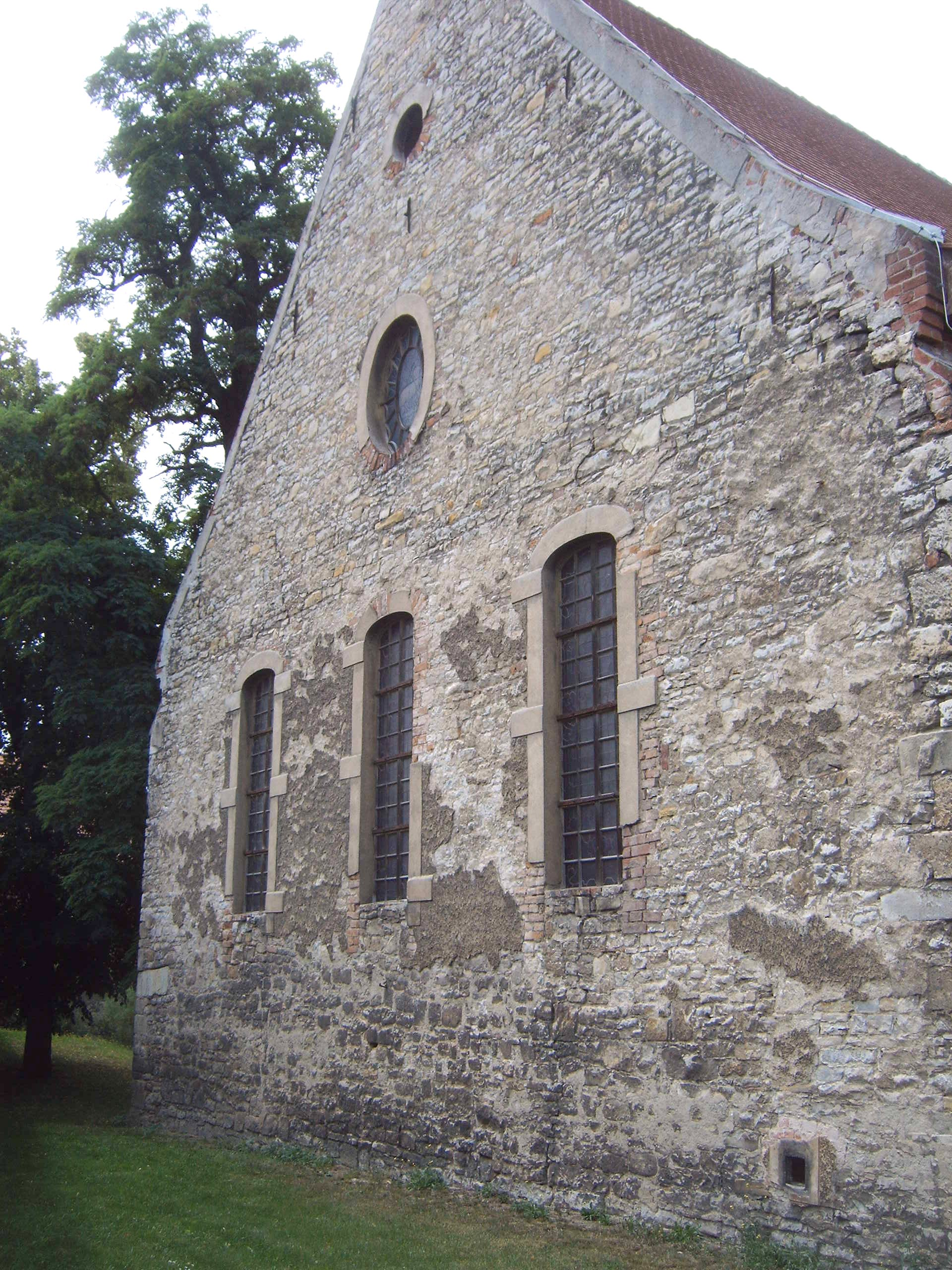
Ostseite

St. Petri ist die evangelische Kirche des Dorfes Förderstedt in Sachsen-Anhalt.

## Architektur
Der westlich des Kirchenschiffs befindliche Turm stammt bereits aus der Epoche der Frühgotik. Das 1720 errichtete Kirchenschiff entstand im barocken Baustil als langer mit einem abgewalmten Satteldach versehener Saal. Eine umfangreiche Restaurierung fand 1902 statt.

## Ausstattung
Im Inneren der mit einem Tonnengewölbe gestalteten Kirche entstanden 1902 die noch heute vorhandenen Emporen an der Süd- und Westseite des Gebäudes. Die geschnitzten barocken Füllungen der Brüstungsfelder der Emporen stammen aus der Stiftskirche Quedlinburg. Auf der westlichen Empore befindet sich die Orgel von Ernst Röver aus dem Jahr 1902, die mit einem barocken Orgelprospekt gestaltet ist. Sie hat 17 Register auf zwei Manualen und Pedal. Die Quedlinburger Glasmalereianstalt Ferdinand Müller schuf 1903 die sich an das Barock anlehnende farbige Verglasung der Fenster in der Ostwand. Das Lamm Gottes ist in einem kleinen ovalen Fenster darüber zu sehen.
Die von Georg Froböse 1720 aus Holz gefertigte Kanzel ruht auf einer Andreasfigur. Der Kanzelkorb ist mit Figuren der Evangelisten und weiteren Schnitzarbeiten verziert. Am Schalldeckel sind ein triumphierender Christus sowie Engel mit den Werkzeugen der Leiden Christi zu sehen. Von Froböse stammt auch die Prieche am Aufgang zur Kanzel.
Bereits aus dem 15. Jahrhundert stammt ein Schnitzretabel. Der mittlere Schrein zeigt Maria mit Kind, flankiert von Dorothea und Jakobus. Innerhalb der Flügel befinden sich in zwei Reihen übereinander angeordnet die Bilder von Heiligen. Die Außenseiten der Flügel zeigen Szenen der Leidensgeschichte. Der Aufsatz und die Predella sind mit barocken Schnitzereien versehen.

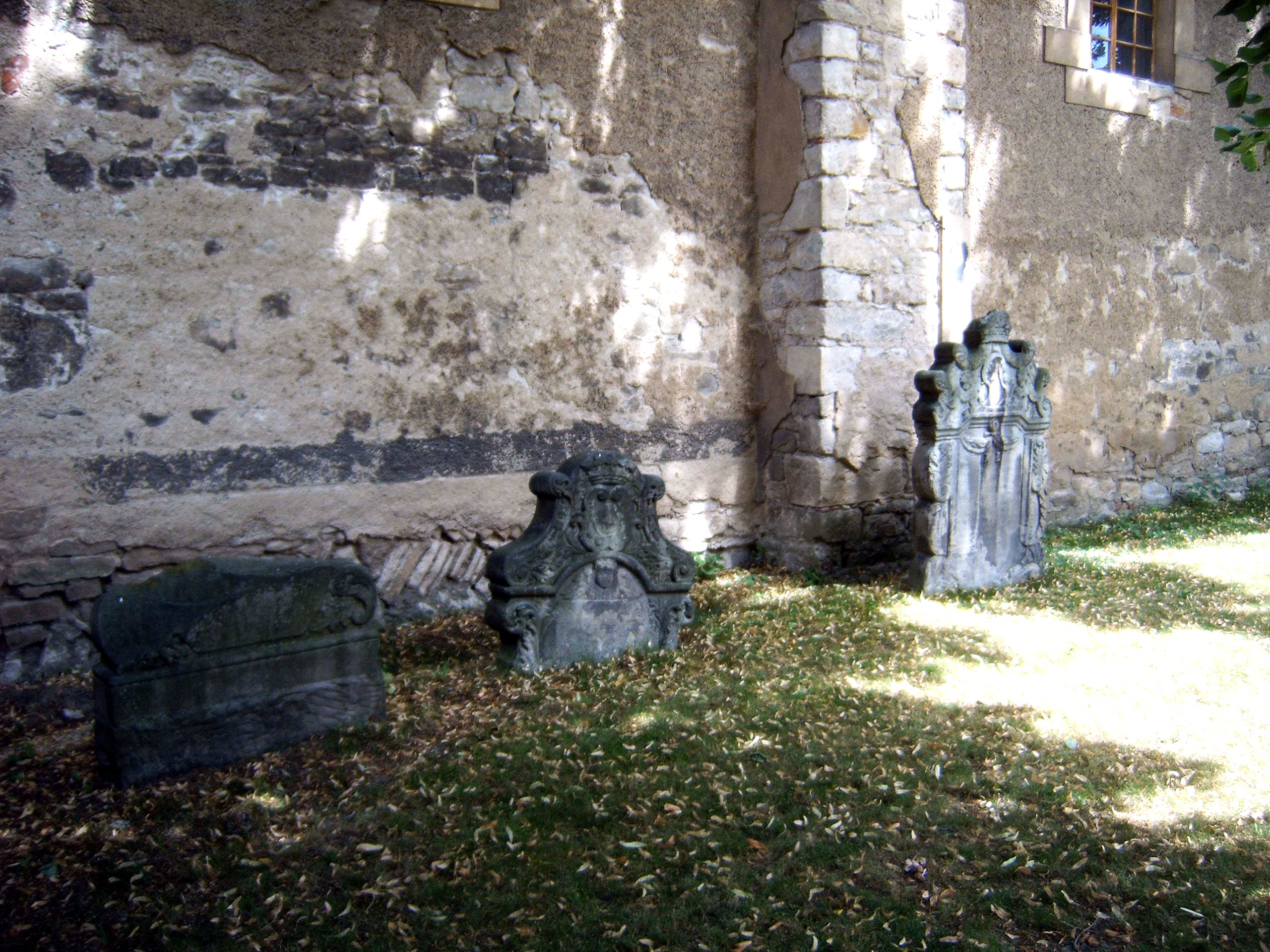
Grabsteine auf dem Kirchhof

Abgesehen von einem kleineren aus Holz gefertigten Kruzifix ist vor allem noch der Taufstein bemerkenswert. Das Taufbecken stammt vom Anfang des 16. Jahrhunderts. An den Seiten ist er mit Figuren von Christus Salvator und Aposteln verziert. Der Fuß des Taufbeckens stammt nach seiner Inschrift aus dem Jahr 1570. Er ist mit vier Löwen und vier Engelsköpfen gestaltet und wurde im Zuge der Renovierung des Jahres 1902 erneuert.